# Коза Ностра. Мама їде
«Коза Ностра. Мама їде» — україно-італійський комедійний сімейний фільм 2022 року, режисер Джованні Дота. Прем'єра — 1 грудня 2022 року, 18 грудня — телевійна прем'єра.

## Сюжет
Влада Коза вирішує продати свій будинок та переїхати на Сицилію, змінивши своє життя в новому напрямку. Завдяки цьому вона намагається відновити зв'язок з дочкою та взяти участь у вихованні свого онука. Прибувши до Італії, шокована Влада виявляє, що її приїзду ніхто не очікував. Після конфлікту з дочкою вона опиняється на віллі колишнього впливового мафіозі дона Фредо, який веде замкнений спосіб життя після втрати дружини. Влада вирішує взяти на себе роль покоївки в цьому особняку, і з її появою змінюється як атмосфера в сім'ї Фредо, так і ставлення дітей, які скучають за своєю матір'ю..

## Акторський склад
- Ірма Вітовська[11][12] — Влада Коза
- Джованні Калканьо — Фредо
- Юлія Соболь — Марія
- Джудітта Васіле — Франческа
- Лоренцо Скальцо — Лука
- Габріеле Чічірелло — Джанні
- Мауріціо Болонья — Фіфі
- Адріано Панталео — Давіде
- Вінченцо Пірротта — Дон Солді
- Дмитро Вівчарук
- Ольга Вівчарук
- Джиммі Доротоє — Асафа
- Принц Обі — Оке
- Лоренцо Помпеї — Сака

## Український Дубляж
- Студія: Постмодерн
- Режисер дубляжу: Людмила Петриченко
- Звукорежисер: Андрій Славинський
- Перекладач: Олеся Запісочна
- Менеджер: Ольга Нагієвич

Ролі дублювали:
- Влада Коза — Ірма Вітовська
- Фредо — Олег Стальчук
- Дон Сольді — Назар Задніпровський
- Фіфі — Юрій Горбунов
- Марія — Антоніна Хижняк
- Люка — Дмитро Гаврилов
- Джонні — Євгеній Лісничий
- Франческа — Юлія Шаповал
- Девіда — Андрій Соболєв
- Асафа — Олександр Погребняк
- Саша — Ілля Локтіонов

А також: Роман Молодій, Володимир Терещук, Михайло Войчук, Роман Солошенко, Аліна Проценко, Світлана Шекера, Ольга Радчук, Вікторія Бакун,